# 꺽이지 않는 여자
《굽히지 않는 여자》(曲げられない女 마게라레나이온나[*])는 2010년 1월 13일부터 3월 17일까지 닛폰 TV의 수요드라마 시간대에 방송된 일본의 텔레비전 드라마이다. 총10부작이며, 간노 미호가 주연을 맡았다.
자기의 의지를 굽히지 않고 결혼, 일, 친구, 회사와 맞서는 32세 여자를 그린 작품이다.

## 출연진
- 오기와라 사키 - 간노 미호
- 아시다 고키 - 다니하라 쇼스케
- 사카모토 마사토 - 쓰카모토 다카시
- 오사베 리코 - 나가사쿠 히로미

## 제작진
- 각본 - 유카와 가즈히코
- 제작협력 - 5학년 D반
- 음악 - 이케 요시히로
- 제작 - 닛폰 TV 방송망

## 주제가
- 아이코 〈모도레나이아시타〉